# Aldo Onorati
Aldo Onorati (Albano Laziale, 11 agosto 1939) è uno scrittore, poeta e studioso di letteratura italiana italiano.

## Biografia
Laureato in Lettere all'Università di Roma con Giorgio Petrocchi, ha insegnato alcun tempo nelle scuole primarie, essendosi diplomato a Velletri e poi Letteratura Italiana e Latina alle superiori di secondo grado. Giornalista, ha collaborato a L'Osservatore Romano, Avvenire, Il Popolo, Il Giornale d'Italia, Specchio Economico. Ha lavorato per la RAI 3 al programma Dipartimento scuola - educazione. Ha diretto i mensili Terza Pagina e Interviste oggi. Al presente collabora, fra gli altri, a Il Carabiniere, Leggere: tutti . Cura la pagina letteraria del mensile Diciamolo e la rubrica Scaffale sul mensile internazionale Pagine della Dante.
È stato direttore dell'ufficio stampa dell'editrice Armando Editore di Roma, con la quale ha pubblicato quasi tutte le sue opere. Nel 2009, la Presidenza Centrale della Società Dante Alighieri gli ha conferito, al Vittoriano di Roma, il diploma di benemerenza con medaglia d'oro "per la sensibilità e l’intensità della sua poesia e per la profonda conoscenza dell’Opera dantesca, al punto da diventare testimone nel mondo della Divina Commedia".
Nel 1989 il Presidente Francesco Cossiga gli ha conferito l'onorificenza di Cavaliere al merito della Repubblica Italiana (Ordine al merito della Repubblica italiana). È cittadino onorario di Orvinio, Ariccia, Marino Laziale, Castel Gandolfo, Colonna e Nemi. Da alcuni anni cura le Lecturae Dantis nella sede centrale della Società Internazionale Dante Alighieri e in altri centri italiani ed esteri. Le sue opere, che segnaliamo di seguito (le più significative), sono state tradotte in varie lingue, fra cui spagnolo, portoghese, esperanto, coreano, inglese, francese, romeno, russo, bielorusso (traduzione di Aksana Danilčyk), polacco.
A livello dei Castelli Romani, dove vive, ha sempre lavorato, con articoli e saggi, in difesa del territorio, dell'antropologia culturale, dei dialetti in via di estinzione. Studioso della civiltà contadina, umana e sociale a sud di Roma, è stato nominato Ambasciatore della Cultura Albana nel mondo.
Attualmente tiene corsi di letterature comparate, tecnica del verso, Lectura Dantis e conferenze sulla storia della Lingua e della Letteratura italiana in diverse università e biblioteche (in Italia e all'estero).
Nel 2021 ha collaborato, come consulente della "Divina Commedia", allo storico Calendario dei Carabinieri, tradotto in dieci lingue. Per il VII centenario della morte del Sommo Poeta ha tenuto conferenze in Italia e all'estero sui molteplici aspetti della figura e dell'opera dell'Alighieri.

## Opere scelte

### Saggi
- Come studiare senza stancarsi, Milano, De Vecchi 1964 (trad. in spagnolo)
- La crisi culturale del Novecento, Roma 1975
- Spunti critici, Quaderni di filologia e critica, Roma 1975
- Il crepuscolo del Novecento, SETIM, Modica 1976
- Lettera al padre, Armando, Roma 1979 (trad. Coreano di Han Hyeong Kon e Romeno di Gorge Popescu,VII ed. 2012)
- Saggio critico su Il paziente confuso di Domenico Rea, Editoriale Sette, Firenze 1983
- Ecologia, Cassandra del Duemila, Armando, Roma 1984
- Sport e pedagogia, Genova 1986, da Panathlon International (trad. in Francese, Tedesco, Spagnolo)
- Agricoltura ed ecologia, Armando, Roma 1986 (in collab. con M. Catalano)
- Incontro con Zaccaria Negroni, Ed. Santa Lucia, Marino 1986 (trad. Inglese by Kay McCarthy e Polacco di Karolina Janeczko)
- Adattamento per le scuole, con note e commento, del Don Chisciotte, Armando, Roma 1986
- Adattamento per le scuole, con note e commento, di Gargantua e Pantagruele, Armando, Roma 1986
- Prefazione al Dizionario di mitologia Greco-Romana, Armando, Roma 1989
- Magia nera e riti satanici nei Castelli Romani, Armando, Roma 1995
- Depressione, il nemico vinto, Sovera, Roma 1998
- I cinque pilastri della stoltezza (considerazioni di un immorale), Armando, Roma 2004
- Ambientiamoci (saggio di ecologia applicata) – Comune di Albano L., 2005
- Viaggio sentimentale nei Castelli Romani, Comune di Albano L., 2005 (II ed. 2007)
- Quando Dio scommette sugli umili, Roma 2006 (trad. in spagnolo e portoghese di Ir. M. Grazia Medas)
- Virginio Cesarini, Galileo, i Lincei e la Roma di Urbano VIII, Anemone Purpurea, Roma 2007
- Diritto alla bellezza (Albano nella penna dei grandi), Roma 2007
- Dante e l’omosessualità, Anemone Purpurea 2009
- Incontro con Bruno Fabi, il filosofo che ha capovolto l’assunto di Hegel, Anemone Purpurea 2010
- Pavese: Lavorare stanca, in Ritorno a Pavese, a cura di Roberto Mosena, Roma 2010
- Quando Albano città era Arbano paese, Comune di Albano, 2011
- Il senso della gloria in Dante, Foscolo, Schopenhauer e Leopardi, Edizioni Tracce, Pescara 2014
- Storie di streghe, fantasmi e lupi mannari nei Castelli Romani: viaggio nel folklore di Albano Laziale e dintorni in compagnia dei ricordi di Aldo Onorati, di R. Libera, NeP ed. Srls, Roma 2015
- La voce e la memoria: interviste a personaggi del Novecento, Edilet, Roma 2015
- Dante e san Francesco: il segreto di madonna Povertà, Edizioni Controluce 2015
- Canto per canto: manuale dantesco per tutti, Società Dante Alighieri, Roma 2017
- Dante e gli omosessuali nella Divina Commedia, tra Inferno e Paradiso, Società Editrice Dante Alighieri, Roma 2018.
- "I Castelli Romani che non ti aspetti" (coautore Maurizio Bocci), Controluce 2019
- "Il Cristo di Wilde e Pasolini", Loffredo, Napoli, 2020
- "Il pavone sconfitto (non ci siamo montati la testa?)", Controluce 2020
- "Dante, Inferno, la sintesi" (coautore Massimo Desideri), Società Editrice Dante Alighieri, Roma 2020
- "Cerchi di Dante", Agenzia Stampa Russa TASS, 2020
- "Dante, Purgatorio, la sintesi" (coautore Massimo Desideri), Società Editrice Dante Alighieri, Roma 2021
- "San Francesco e San Tommaso visti da Dante: una rilettura problematica", Società Editrice Dante Alighieri, Roma 2021, II edizione
- "Gloria e virtù: Dante, Leopardi, gli altri" (coautore Fabio Pierangeli), Loffredo, Napoli 2021
- "Notturni nella Divina Commedia", Società Editrice Dante Alighieri, Roma 2021

### Narrativa
- Gli ultimi sono gli ultimi, Armando, Roma 1967 (III ed. 1999) – Traduzione in Corea del Sud di Han Hyeong Kon, in Esperanto di Giuseppe Lacertosa, in Francese di Solange De Bressieux
- Nel frammento la vita, Armando, Roma 1970 (VI ed. 2014) – Traduzione in Romeno di George Popescu
- La sagra degli ominidi, Armando, Roma 1972 (V ed. 2003)
- Università undicesima bolgia, Roma, Armando, 1973
- Rivisitazione, Roma, Armando, 1984
- Il naufragio: l’incredibile storia del maestro Sbragoni, Armando, Roma 1988 (II ed. Insegnanti, ultimi proletari, 2001)
- La sconosciuta – Roma 1988 (trad. Corea del Sud di Han Hyeong Kon)
- La fantàsima e il domino, Empoli 1989
- L'olocausto degli ominidi Roma, Armando-Sovera 1990 (III ed. 2003)
- Adolescente incanto, Roma, Armando 1992
- Amore sacrilego, Empoli 1993
- Il Dio ritrovato, Armando, Roma 1994
- La vigilia dei sensi, Roma Sovera 1997
- La speranza e la tenebra, Lanuvio, Lampe ed. 1997 (II ed. riveduta 2007, Anemone Purpurea, Roma)
- L'isola di frate amore, Roma, Sovera 2000
- Mamma, papà, che si fa? Storia d’una coppia moderna, Sovera 2002
- Il sogno, l'incubo, il sacrilegio, Anemone Purpurea 2006
- Il sesso e la vita, Roma, Edilet 2011
- Le tentazioni di frate Amore, Tracce, Pescara 2013 (2° ristampa)
- Dove ti porta il caso, racconti, Ed. Controluce 2013, ristampa 2014
- Paura, Controluce 2015 (racconti)
- Lo scherzo… Una storia fantastica, Lulu 2016
- Il cobra e l'usignolo, Roma, Ensemble 2017
- L'amore è cieco… da un occhio solo, Controluce 2017 (racconti)
- Il mondo comincia a San Rocco e finisce alla Stella, Controluce 2017
- Quelle voci trasparenti, Controluce 2018
- "Il coraggio dell'illusione (amore, politica, tradimenti)". Romanzo storico. Società editrice Dante Alighieri, Roma 2019, quarta ristampa
- "Paura" - traduzione in lingua russa con testo italiano a fronte, a cura di Spirova Ekaterina Valentinovna e Nataliya Borisovna Nikishkina. Società Dante Alighieri di Mosca e Controluce editrice, 2020

### Sillogi poetiche
- Un dì conserverò le sole speranze, Milano 1958 (trad. di Francisco Bendezù Prieto in Perù – Leoncino Gianello H. in Argentina – Gullelmo Gudel in Spagna)
- Ossessione, Milano 1959 (II ed. Ossessione ed oltre, Roma 1967)
- Lo stoppino e la cera, Rebellato, Padova 1961 (II ed. Ivi 1919)
- uomo + Uomo e arriveremo a Dio – Torino, Marietti 1964
- Amore e nulla, Roma 1966
- La croce aspetta, Roma 1968
- Le speranze illecite, Roma 1974 (trad. francese di Solange De Bressieux e romena di George Popescu)
- L'orgoglio della creta, Albano 1987
- Le sillabe confuse dell'amore, Empoli 1988 (trad. di George Popescu in Romeno e di Han Hyeong Kon in Coreano)
- Domande assurde, Mosca 2004 (la silloge è uscita direttamente in Russia col testo italiano a fronte, trad. di Evghenij Solonovich)
- Tutte le poesie, editr. Anemone Purpurea (è la raccolta omnia dell'opera in versi)